# Cosmic Carnage
Cosmic Carnage (Cyber Brawl au Japon) est un jeu vidéo de combat sorti en 1994 sur 32X. Le jeu a été développé par Givro et édité par Sega.